# Alexander Abreu
Alexander Abreu Manresa (6 de septiembre de 1976) es un trompetista, compositor, arreglista y cantante cubano, líder de la banda Havana D'Primera.
Empezó a tocar la trompeta a la edad de 10 años y ya con apenas 20 se había convertido en un músico cubano muy reconocido después de graduarse en la Escuela Nacional de Arte en 1994. Pasó a ser profesor de trompeta en la ENA y profesor de jazz y música cubana en el Rhythmic Music Conservatory de Copenhague. Formó parte del grupo de jazz cubano Irakere, y además trabajó con exponentes de la Timba cubana como Paulo FG e Issac Delgado.[cita requerida]
Asimismo, realizó grabaciones en otros géneros con músicos, compositores y cantantes como: Chucho Valdés, pianista y compositor cubano; Armando Anthony Corea (Chick Corea), pianista, tecladista y compositor estadounidense de jazz; Hugh Ramopolo Masekela, trompetista, fliscornista, cornetista, compositor y cantante sudafricano de jazz; James Morrison Catchpole, cantante, compositor y guitarrista de soul y pop rock inglés; Luís Represas, cantante y compositor portugués; Ron Sexsmith, cantautor canadiense; Baby Lores, músico, cantante y arreglista cubano; y Arnaldo Rodríguez, cantante y director de la agrupación cubana Arnaldo y su Talismán.[cita requerida]
En 2012 participó como actor en la película 7 días en La Habana, interpretando un papel coprotagónico en el segmento "Jam Session" con Emir Kusturica.

## Havana D'Primera
En 2007 Abreu decidió crear su propia banda llamada Havana D'Primera. Rodeado por músicos de las grandes bandas de timba, la mayoría de los cuales tocaban con Issac Delgado, el grupo grabó su primer álbum titulado Haciendo Historia (EGREM / 2009). A continuación lanzó los discos Pasaporte (Páfata / 2013), La Vuelta al Mundo (Páfata / 2015), Haciendo Historia LIVE (Unicornio / 2015), Cantor del Pueblo (Páfata / 2018) y Será Que Se Acabó (Páfata & Unicornio / 2021).

## Premios
Alexander Abreu ha recibido varios premios durante su carrera artística: “Mejor Trompetista de Timba” en el año 2000 y el premio al “Mejor Álbum Folklórico” para el álbum “La Rumba Soy Yo” en los Premios Grammys Latino de 2001. Además de todos los premios obtenidos con la agrupación Havana D'Primera.[cita requerida]